# Општина Уб
Општина Уб простире се на 456,7 km2 северозападно од Шумадије, 55 km од Београда. Обухвата долине двеју река Тамнаве и Уба, као и ниске и благо брежуљкасте терене. Према прелиминарним подацима са последњег пописа 2022. године у општини је живело 25.780 становника (према попису из 2011. било је 29.101 становник). у 37 села. Центар општине је град Уб са око 6.000 становника.

## Историја
Прве људске заједнице формиране на подручју данашње општине Уб, према историјским траговима и траговима људске цивилизације који су откривени у данашњим насељима Трлић, Калиновац, Бргуле и другим, потичу још из времена Винчанске културе, дакле у периоду око 5.000 година пре нове ере. У насељу Чучуге и данас постоје трагови из бронзаног доба.
Територија општине Уб насељена је од давних времена. Први помен хидронима "Тамнава" даје антички писац Јорданес, називајући је Flumen niger, што је у каснијој словенској транслацији произишло у Тамнава — црна река. Најстарији познати запис у коме се помиње Уб јесте Уговор у Тати из маја 1426. године, склопљен између угарског краља Жигмунда и деспота Стефана Лазаревића.
По писаним траговима место Уб је смештено између села Гуњевац и Совљак, а најреалнија је легенда о постанку имена овог места, она која говори да сама реч „УБ“ значи „место“, од латинске речи "urb". Према старословенским легендама, место је настало у време владавине кнеза Коцеља, а име је добило по његовом брату Славољубу. Временом је од целог имена остало само ”Уб”.
Од културно историјских споменика свакако је најзначајнији црква — манастир у селу Докмир који потиче из  века. Прецизнија истраживања указују да је манастир обновљен 1415. године, тако да се сматра да манастир потиче из ранијег периода. Сестринство манастира чине монахиње манастира Житомислић, које су побегле од ратних страхота.
Данас, општина Уб налази се на 44°27′13" северне географске ширине и 20°04′16" источне географске дужине и заузима 456 km² северозападне Србије на надморској висини од 162 метра. Друга је по величини општина у Колубарском региону, коме административно припада. Под великим утицајем је макрорегионалног центра Београд, од чијег центра је удаљена 50 km, а од територије Града око 7 km. Територија општине Уб граничи се са општинама Владимирци и Обреновац на северу и североистоку, општином Лазаревац на истоку, Лајковац на истоку и југоистоку, општином Ваљево на југу и југозападу, и општином Коцељева на западу.
Просечна густина мреже на нивоу општине износи око 8.4 насеља/100km². Просечна удаљеност између насеља износи око 3km.

## Клима, земљиште и рудно богатство
Клима подручја општине Уб је умерено континентална са одређеним специфичностима у смислу повећаног степена континенталности. Прелазна годишња доба су променљива, с тим да су јесени топлије од пролећа, а лета услед померања суптропског појаса високог притиска према северу, односно због утицаја „Азорског антициклона“, топла, са стабилним временским приликама и повремено краћим пљусковима.
Рељеф општине карактеришу сливови река Тамнаве, Уба и Кладнице. Као последица равничарско — брежуљкастог рељефа и малих висинских разлика подручје је погодно за развој пољопривреде (преко 82% територије је квалитетно пољопривредно земљиште), а поготово централни део територије општине, између река Уб и Тамнаве. Шуме су заступљене на брежуљкастим падинама углавном западног и јужног дела подручја и покривају 12,5% територије општине.
На подручју општине присутне су неметаличке минералне сировине (кварцни песак у процењеном износу резерви од 16.500.000 тона — локалитети Чучуга, Слатина, Авала, Гуњевац, Резинац, Провалије; глина у процењеном износу резерви од 3.800.000 тона — локалитети Слатина, Бој Брдо (Богдановица) код Уба, Кокановац у селу Радуша код Уба и Тамнава — Западно поље; кречњак — Бобија, Врховине, Памбуковица-Радуша), у мањем проценту металичке, као и енергетске сировине, односно лежишта лигнита у Колубарском басену. Већи број локалитета се експлоатише, један број је у процесу истраживања могућности експлоатације.

## Становништво
У општини Уб, по резултатима пописа из 2002. у 38 насељених места и 1.993 домаћинства живи нешто више од 32.000 становника (15.978 мушкараца и 16.126 жена). Од тога, у градском насељу Уб живи око 6.000, док су остала насеља у распону од 200 — 2000 становника. Већа сеоска насеља су Бањани, Врело, Таково, Памбуковица и Совљак. Поред Срба који чине скоро 98% становништва, у Убу постоји и значајна Ромска заједница (312, или 1% ).
Посматрано са аспекта густине насељености, као једног од опредељујућих критеријума за дефинисање мреже насеља, уочава се њена прилична неравномерност. Укупан број становника на целокупном подручју општине бележи константан пад, иако се темпо депопулације у односу на претходне пописне године унеколико смирује. У периоду 1991-2002, дошло је до смањења броја становника за 1208.
Природни прираштај у 2007. години износио је -7,4‰. Осим општинског центра Уба који бележи константан и релативно умерен демографски раст, пораст броја становника бележе једино приградска и насеља у непосредној околини Уба — Трњаци (926 ст) и Совљак (2009ст) и Милорци (446ст), док је у већини осталих насеља приметан тренд константне депопулације, који је најизраженији у рубним деловима општине — Вукона (287), Новаци (907), Радуша (306), Кршна Глава (254), Докмир (571), Гвозденовић (472), Руклада (377), Паљуви (779) и Шарбане (557).
Просечна старост становништва општине Уб је 40,9 година, при чему је у самом граду 37,3 године а у сеоском подручју 41,7 година што је на нивоу републичког просека.
У Колубарском округу, према попису из 2002. године, живело је 192.204 становника, од чега 186.177 Срба, 2.577 Рома, 375 Црногораца, 329 Југословена, 143 Македонца, 136 Хрвата, 40 Мађара и незнатан број припадника других народа. Од 32.104 становника убске општине, 31.392 становника изјаснили су се као Срби, 321 Роми, 17 Македонци, 6 Мађари, док су остали становници припадали мањим етничким групама.

## Привреда
Најзначајније привредне делатности у Убској општини су пољопривреда и рударство.
Пољопривредног становништва по попису 2002. године било је 11.646 (5.593 жена), од чега је активног било 7.628 (3.093 жене), а индивидуалних пољопривредника било је 7.428 (3.036 жене), а издржаваног пољопривредног 4.018 лица (2.446 жена, од тога домаћице 798; деца предшколског узраста 757; ученици основних школа: 976; ученици средњих школа 962; студенти 69 и остало: 1.156). На нивоу Округа, било је 48.870 пољопривредника, од чега 34.612 активних и 14.228 издржаваних лица.
Према постојећим подацима, структуру пољопривредне производње карактерише изузетна разноликост, са присуством свих видова производње, највећим делом за потребе самог домаћинства. Доминирају ситни, неспецијализовани пољопривредни произвођачи без јасне пословне и тржишне оријентације. Највећи број пољопривредних домаћинстава није регистрован. Закључно са 31. априлом 2007. години у општини су била регистрована 3.088 пољопривредна газдинства (10 као предузеће) или 29,79% од укупног броја домаћинстава. Резултат овакве производне структуре и слабе уређености су ниски и нередовни приходи уз одсуство озбиљног планирања, развоја и већих инвестиција.
Од укупно 37.277 хектара (ha) пољопривредне површине, 29.460 је под ораницама и баштама (од тога: жито 16.129 ha, индустријско биље 1.370 ha, повртно биље 2.805 ha и крмно биље 7.818 ha), воћњаци на 2.147 ha, виногради 14 ha, ливаде 2.461 ha и пашњаци 2.894 ha.
Експлоатација угља може и мора знатније да допринети развоју општине Уб. Планом развоја површинских копова планирано је у источном делу Колубарског лигнитског басена, у циљу површинске експлоатације угља, отварање копова „Поље Ц“ и „Поље Е“. У западном делу Колубарског лигнитског басена предвиђено је отварање нових површинских копова „Велики Црљени“, након затварања копа „Тамнава — источно поље“ и поље „Радљево“, а у периоду после 2020. године и исцрпљивања површинског копа „Тамнава — западно поље“. Све ово одвијаће се у складу да потребама снабдевања термоелектрана „Никола Тесла А и Б“, „Колубара А“ и ТЕ „Колубара Б“. За општину Уб посебно је важно праведније разрешење питања природне ренте, посебно са аспекта еколошких последица експлоатације угља.
Поред пољопривреде и рударства, велики значај има и грађевинарство, које има дугу традицију, а и квалитетне сировине за производњу грађевинског материјала које постоје на територији општине као што су камен, кварц и бела глина.
Највећу добит остварила су предузећа из области прерађивачке индустрије, а највећи губици забележени су у области саобраћаја и у пословању са некретнинама.
Укупна вредност спољнотрговинске размене у септембру 2012. години коју су остварила предузећа са територије општине Уб била 10 милиона ЕУР од чега је 43% овог износа реализовано са земљама ЕУ, док су остали највећи спољнотрговински партнери били из бивших југословенских држава (БИХ, Црна Гора, Словенија, Хрватска, Македонија) — подаци Регионалне привредне коморе Ваљево објављени у публикацији „Привредни трендови на подручју РПК Ваљево 2012”.

## Запосленост
Према званичним подацима Републичког завода за статистику, објављених у публикацији „Општине и региони у Републици Србији 2011. ”, у Општини Уб је било свега 3.000 запослених (од чега 39,1% жене), где су 2/3 били радно ангажовани код правних лица (привредна друштва, предузећа, установе, задруге и друге организације), а 1/3 су приватни предузетници, односно лица која самостално обављају делатност и запослени код њих. Број запослених на 1.000 становника је 117, односно 83 у категорији запослених код правних лица.
Структура запослености према делатностима је следећа: 70,6% од укупног броја запослених ради у правним лицима и то: 8,7% у пољопривреди, шумарству и водопривреди; 2,5% вађење руда и камена; 14,1% прерађивачка индустрија; 3,4% производња електричне енергије, гаса и воде; 3,9% грађевинарство; 8,8% трговина на велико и мало; 0,7% хотели и ресторани; 4,8% саобраћај, складиштење и везе; 0,5% финансијско посредовање; 1,% послови с некретнинама; 3,5% државна управа и социјално осигурање; 11,3% образовање; 6,9% здравствена и социјална заштита и 0,5% друге комуналне, друштвене и личне услуге. Преосталих 29,4% запослених, као што је напред наведено, су лица која самостално обављају делатност и запослени код њих.
Према активности, од укупно 32.104, активног становништва је 16.067 од чега 13.720 обавља неко занимање. Лица са личним приходом је 4.430, издржаваних је 11.557, лица на раду у иностранству (до једне године) било је 50 (на раду: 37, чланова породице: 13).
Просечна нето зарада по запосленом у општини Уб износила је 34.997 динара за месец септембар 2012. године, док је у Колубарском округу за исти период износила 35.566 динара (подаци Републичког завода за статистику).

## Инфраструктура
Примарна путна мрежа на територији општине даје могућности за добру саобраћајну повезаност са општинским и регионалним центрима који је окружују. Општина Уб је преко мреже регионалних путева, радијалног типа у односу на само насељено место Уб, повезана са суседним општинама. Преко путева, општина је повезана са магистралним путевима М-4, М-21, М-22 и М-19, а преко њих и са свим осталим градовима у Републици Србији. Према подацима из 2004. године (Википедиа), дужина путева износила је 244 km, од тога 197 km путева са савременим коловозом. Путна мрежа је у добром стању, а у наредним годинама планирано је њено проширење и побољшање. Кроз територију општине пролази индустријски железнички колосек који служи само за привредну делатност и којим се од површинских копова лигнита „Колубара“, а градско насеље Уб налази се на 6 km од железничке станице у Лајковцу, на прузи Београд-Бар. Аеродром „Никола Тесла“ Београд удаљен је око 50 km. Посебно су битне могућности развоја саобраћаја и делатности које прате саобраћај, а могу бити остварене изградњом ауто-пута Београд — Јужни Јадран, који пролази крај Уба.
Подручје општине Уб је делимично покривено мрежом телекомуникационих капацитета. Према подацима Републичког завода за статистику, у 2007. години било је 8.920 претплатника.

## Електроенергетска мрежа
Према Регионалном плану Колубарског округа погођеног земљотресом, развој електроенергетске мреже и преносних капацитета служиће за боље искоришћење постојећих трафостаница на напонском нивоу 220 кВ. Предвиђена је изградња далековода (за напон од 400 кВ), који ће се налазити у коридору постојећих далековода, напонског нивоа од 220 kV. На подручју општине Уб, планирана је изградња нове трафостанице 110/35 кВ и повезивање на мрежу 110 kV.

## Гасовод
Положај Колубарског угљеног басена је специфичан у односу на већ изграђену магистралну и разводну мрежу. Просторним планом Републике Србије снабдевање гасом подручја Колубарског округа вршиће се путем магистралног гасовода Београд-Лазаревац-Ваљево. Предвиђен положај овог гасовода омогућава потенцијално прикључење Уба и других насеља са више индустријских потрошача широке потрошње, јер се на тај начин смањује партиципација за сваки прикључени град, односно, за сваког потенцијалног потрошача.
Магистрални гасовод ће делимично пратити коридоре Ибарске магистрале и планираног ауто-пута Београд-Јужни Јадран, после раздвајања на два крака (код Рукладе), наставиће у правцу Лазаревца инфраструктурним коридором Лајковац-Ћелије-Лазаревац. Посебан прикључак у зони насеља Бргуле обезбедио би снабдевање гасом комплекс ТЕКБ и друге потенцијалне кориснике у тој зони.

## Образовање
На територији општине постоје четири основне школе : Основна школа “Милан Муњас” у Убу са 1.359 ученика, ОШ “Рајко Михајловић” у Бањанима са 478, ОШ “Душан Даниловић” у Радљеву са 254 и ОШ “Свети Сава” у Памбуковици са 179 ученика. Укупно, у основном образовању има 2.270 ученика (школска година 2009/10).
Објекти средње образовања на територији општине Уб су Гимназија „Бранислав Петронијевић“ са 190 ученика и Техничка школа „Уб“ са 448 ученика. Својим профилом и занимањима која се стичу по завршетку ових школа (гимназија је општеобразовног профила, док су у средњој техничкој школи заступљени профили: машински техничар за компјутерско пројектовање, ауто-механичар, ауто-лимар, конобар, кувар, текстилац, трговински техничар, трговац, машинбравар, бравар и металостругар), углавном се прате потребе општине и окружења, што потврђује велика попуњеност капацитета који углавном задовољавају постојеће потребе. Опремљеност школа је на задовољавајућем нивоу.
Без школске спреме, према попису из 2002. године, од укупно 26.670 становника преко 15 година старости, без стручне спреме било је 2.565 (478 мушкараца и 2.087 жена), од тога 1.371 неписмених. Основно образовање имало је 7.016 становника (3.599 мушкараца и 3.417 жена), средње 7.267 (4.307 мушкараца и 3.320 жена), више образовање имало је 678 (354 мушкарца и 324 жене), а 490 становника (271 мушкарац и 217 жена) имало је високо образовање. За 518 становника није се могао утврдити ниво образовања. На нивоу округа, без стручне спреме било је 12.744 од укупно 162.842 становника преко 15 година старости. Средње образовање имало је 54.038, више 5.408, а високо образовано било је 5.915 становника. Непознатог образовања било је 4.503 становника обухваћених овим пописом.
- Основна школа „Милан Муњас“
- Гимназија „Бранислав Петронијевић“

## Здравствена заштита
Према подацима Пописа из 2002. на територији општине Уб активно је 8 здравствених пунктова: Дом здравља у Убу, 3 здравствене станице и 3 амбуланте — у две од њих се здравствене услуге обављају повремено, а такође се обављају и у још једном насељу иако не постоји наменски простор (амбуланта). Свега 21% насеља (односно 8) је опслужено здравственим сервисима, док преосталих 89% (односно 30) насеља немају никакав вид примарних здравствених сервиса. Истовремено је опслужено 11.516 становника општине, од којих је највећи део насељен у граду Убу (6.018 становника), што чини 35,9% становника општине Уб, док осталих 64,1% становника нема приступачан ниједан вид здравствених сервиса. На једног лекара долазило је 1.095 становника (подаци из 2011).
Дом здравља у граду Убу има службе: опште медицине, гинекологије, педијатрије, стоматологије, медицине рада и антитуберкулозни диспанзер и представља један здравствени пункт. У оквиру Дома здравља Уб су и истурена одељења — све здравствене станице и амбуланте на територији општине. У погледу организације рада, сталне службе су у оквиру дома здравља Уб и здравствених станица, док је повремена служба организована једном недељно у амбулантама. Све сталне и повремене службе имају у свом саставу бар по једног лекара. Укупно је запослено 27 лекара (општа медицина: 18, на специјализацији: 3, специјалисти: 6, стоматолози: 5).
На територији општине Уб не постоје капацитети за стационарно лечење и они се налази у болници у Ваљеву. Приватна медицинска пракса у општини Уб је веома мало заступљена.

## Социјална заштита
Центар за социјални рад у Убу задужен је за обезбеђење социјалне сигурности грађана, породично-правну заштиту и старатељство. Евидентирано је 350 корисника МОП-а (Материјално обезбеђење породице) и око 170 корисника додатка за туђу негу и помоћ. Почев од 2000. године, Центар уз помоћ општинског руководства и бројних донатора, обезбеђује пакете помоћи за социјално угрожене, организује предавања и трибине и помаже угроженима на друге начине.
Потребно је обезбедити боље просторне услове и опремљеност како би се свака појединачна активност могла одвијати несметано и како би се олакшао теренски рад. Осим Центра, на територији општине не постоје други капацитети ни објекти социјалне заштите (нема објеката намењених старим лицима, лицима са посебним потребама, нити ученичких домова).

## Култура
Мрежа објеката културе је релативно развијена и постоји 11 пунктова у насељима различитих нивоа, међутим њихова искоришћеност и употребљивост је веома различита, а углавном је недовољна.
Културна збивања у убској општини непосредно се одвијају преко ЈП Културно-спортски центар Уб, чије су основне делатности : издавачка делатност, организовање културних догађаја у оквиру Дома културе, као и у ликовној галерији Свети Лука.

## Управа
Општинска управа броји 72 запослена и организована је у 6 одељења. Из буџета општине се финансира Дирекција за уређење и изградњу са 9 запослених, Фонд за екологију 6 запослених, Културно-спортски центар са 18 запослених, Фонд за рурални развој са 2 запослена и Градска библиотека са 6 запослених. Укупно, 113 запослених примају личне дохотке на терет општинског буџета.
Јавно комунално предузеће „Ђунис“ са 99 запослених се делимично финансира средствима општинског буџета као и Предшколска установа са 66 запослених и 330 деце.
Дисперзија објеката управе и администрације је на задовољавајућем нивоу, јер 11 насеља има објекат месне канцеларије, односно просечно 3-4 насеља гравитира једној месној канцеларији, што се може сматрати повољним.
Поред тога, у Убу се налази зграда суда и Скупштине општине Уб и пратеће службе управе и администрације.
Буџет општине за 2015. годину износи 848.000.000,00 динара (око 7 милиона евра). Предвиђени расходи износе 869.000.000,00 динара.
Протекле три године општину Уб ка њен председник води Дарко Глишић који је члан Српске напредне странке. Пре њега на челу општине се налазио Владислав Крсмановић из Демократске странке. Крсмановић је био председник општине од 2008. до 2012. године. Његов заменик је био професор Сава Сарић који је са својом групом грађана неколико година играо кључну улогу у вођењу Уба. Између осталог био је и председник општине и председник Скупштине општине Уб. Он се налазио на челу општине до 2007. године када га је на тој позицији на кратко наследио Звонко Минић из редова Демократске странке Србије. Минић је у овом часу на челу Дирекције за уређење и изградњу Уба.
На челу Општинске управе налази се Марија Новаковић.
- Зграда Општинске управе
- Дирекција за уређење и изградњу

## Туристички потенцијали
У 2007 години просечан број ноћења домаћих туриста износио је 2.7, а страних 2.1 месечно. Као туристички значајне потезе, поред природних и привредних потенцијала, свакако треба издвојити и оне који, уз извесна улагања на подизању стандарда коришћења, такође могу постати нови елемент атрактивности и препознатљивости на регионалном нивоу.
На подручју општине има преко двадесет очуваних православних богомоља, али, по историјском памћењу, издвајају се манастир Докмир из 16. века, некада чувена средњовековна и преписивачка школа Хаџи-Рувима, данас већ уцртана у карте многих туристичких агенција, док, по лепоти, предњачи нови храм Христа Спаситеља у Убу, посвећен светом Вазнесењу Господњем, са преко две хиљаде квадратних метара фрескописања, уметничка ризница руског академика Николаја Мухина. О лепоти цркве и њене порте посведочиће вам чести гости — Сања Илић и Балканика, Бора Дугић, Биљана Крстић и Бистрик, гудачи светог Ђорђа...
Надомак манастира Докмир, у селу Чучуге, попришту чувеног боја из Првог српског устанка, чува се с пажњом, љубављу и, готово музејским стрпљењем, историја Тамнаве забележена у камену, бронзи и накиту. Заправо, цело подручје у правцу Чучуга, Памбуковице, Докмира, према Бранковини, изванредна је убска туристичка шанса, поготову кад је реч о сеоском туризму. Обновљена воденица, под чијом настрешницом ћете бити услужени врућом погачом (а има и „за успут“) зачетак је етно-оазе, у којој ће бити смештене неолитске куће, неколико бунгалова и ресторан-сојеница. Сачуване су три-четири: она, протина, Леонтијевића, она у Црвеној Јабуци, и, ова, обновљена, у Чучугама. (Петар Лалић, „Монографија о Убу“, издавач Општина Уб, 2012, необјављено).
- Терени за спортски лов
- Црква Светог Вазнесења Господњег у Убу
- Црква Светог Макарија у Убу
- Градски базени
- Језеро Виш у селу Паљуви
- Споменик Краљу Петру из 1920. године
- Туристички комплекс „Окно“
- Црква у селу Врело, 19. век

## Медијска покривеност
На подручју насељеног места Уб и целе општине могуће је пратити сигнале земаљских РТВ и кабловских емитера РТВ "City" УБ као и путем интернета на адреси Од штампаних медија присутан је часопис „Глас Тамнаве“, који излази једном у две недеље и прати дешавања из три општине: Уб, Коцељева и Владимирци. Информисању грађана доприносе веб-сајтови општинске управе и портал Уба, као и интернет портал поменутог часописа „Глас Тамнаве“.

## Знаменитости
- Манастир Докмир
- Саборни храм Светог Ваведења Господњег у Убу
- Црква Вазнесења Христовог у Памбуковици

- Манастир Докмир
- Саборни храм Светог Ваведења Господњег у Убу
- Црква Вазнесења Христовог у Памбуковици

## Насељена места у општини Уб
- Бањани (Уб)
- Брезовица
- Бргуле
- Врело
- Врховине
- Вукона
- Гвозденовић
- Гуњевац
- Докмир
- Звиздар
- Јошева
- Каленић
- Калиновац
- Кожуар
- Кршна Глава
- Лисо Поље
- Лончаник
- Милорци
- Мургаш
- Новаци
- Памбуковица
- Паљуви
- Радљево
- Радуша
- Руклада
- Слатина
- Совљак
- Стубленица
- Таково
- Тврдојевац
- Трлић
- Трњаци
- Тулари
- Уб
- Црвена Јабука
- Чучуге
- Шарбане